# Greenfield (Pennsylvania)
Greenfield è una township degli Stati Uniti d'America, nella contea di Blair nello Stato della Pennsylvania. Secondo il censimento del 2000 la popolazione è di 3.904 abitanti.

## Società

### Evoluzione demografica
La composizione etnica vede una maggioranza di quella bianca (98,95%), seguita dagli afroamericani (0,15%) dati del 2000.
| township di Greenfield Popolazione |       |
| 2000                               | 3.904 |
| Stima al 2009                      | 3.769 |